# Maxwell R. Thurman
Pour les articles homonymes, voir Thurman.
 (novembre 2022).
Si vous disposez d'ouvrages ou d'articles de référence ou si vous connaissez des sites web de qualité traitant du thème abordé ici, merci de compléter l'article en donnant les références utiles à sa vérifiabilité et en les liant à la section « Notes et références ».
Maxwell R. Thurman, né le 18 février 1931 et décédé le 1er décembre 1995, est un général de l'United States Army.

## Biographie

### Vie et éducation
Thurman a fréquenté l'Université d'État de la Caroline du Nord, où il a obtenu une licence en génie chimique (céramique). Pendant ses études, il est membre de la fraternité professionnelle d'ingénieurs Theta Tau.

### Carrière militaire
Thurman a été nommé sous-lieutenant de l'artillerie dans le cadre du programme ROTC de la NCSU en 1953 et a été transféré à l'artillerie de campagne. Sa première affectation a été au sein de la 11e division aéroportée et, en 1958, son peloton Honest John Rocket a été déployé au Liban.
De 1961 à 1963, Thurman a servi au Sud-Vietnam en tant qu'officier de renseignement pour le Ier Corps du Sud-Vietnam. Après son service au Vietnam, Thurman est devenu l'un des rares non diplômés de l'Académie à être affecté comme officier tactique de compagnie à l'Académie militaire des États-Unis. En 1966, il suit les cours du Command and General Staff College, puis retourne au Sud-Vietnam en 1967, où il prend le commandement du 2d Howitzer Battalion, 35th Field Artillery Regiment en 1968.

### Affectations ultérieures
Après avoir terminé l'United States Army War College en 1970, Thurman a occupé de nombreuses fonctions au sein des troupes et de l'état-major avant de prendre le commandement du United States Army Recruiting Command en 1979, où il a lancé la campagne de recrutement Be All You Can Be. De 1981 à 1983, il a été chef d'état-major adjoint de l'armée, personnel (DCSPER) et de 1983 à 1987, il a été le vice-chef d'état-major de l'armée américaine.
En 1989, Thurman a demandé à prendre sa retraite alors qu'il était commandant général du commandement de la formation et de la doctrine de l'armée américaine. Au lieu de cela, il est choisi par le président George H. W. Bush pour devenir commandant en chef du United States Southern Command (USSOUTHCOM). À ce poste, il planifie et exécute l'opération Just Cause, l'invasion du Panama en 1989.

### Vie ultérieure et décès
Thurman est atteint d'une leucémie myélogène aiguë alors qu'il est encore commandant en chef de l'USSOUTHCOM, peu après l'opération Just Cause. Il prend sa retraite en 1991 après plus de trente-sept ans de service et meurt en 1995 au Walter Reed Army Medical Center à Washington, à l'âge de 64 ans. Un service funèbre a eu lieu le 7 décembre 1995 à la chapelle de Fort Myer, en Virginie, suivi de l'inhumation au cimetière national d'Arlington (section 30, tombe 416-A-LH). Thurman, célibataire de longue date, a laissé dans le deuil son frère, feu le lieutenant général de l'armée John R. Thurman III.

## Honneurs
Les récompenses et décorations de Thurman comprennent la Defense Distinguished Service Medal, la Army Distinguished Service Medal, la Legion of Merit et la Bronze Star Medal avec le dispositif V. En août 2010, Thurman a été intronisé à titre posthume au Theta Tau Alumni Hall of Fame pour sa contribution exceptionnelle à sa profession.

## Héritage
Un prix est décerné chaque année par le United States Army Medical Research and Materiel Command (MRMC) en l'honneur du général Thurman. Le prix est généralement remis lors de la réunion annuelle de l'American Telemedicine Association.
L'image de Thurman en tant que bourreau de travail - capturée par le surnom « Mad Max » - était aussi répandue que sa réputation de maître organisateur[réf. nécessaire] Son affectation en tant que chef du commandement du recrutement de l'armée américaine en 1979 est considérée comme déterminante pour redorer l'image ternie de l'armée après le Vietnam et attirer de nouvelles générations de recrues très motivées.